# Najmusy
Najmusy (dawniej również Nejmus, niem. Neumuse) – osada kociewska w Polsce położona w województwie pomorskim, w powiecie starogardzkim, w gminie Starogard Gdański, nad Wierzycą.
W XIX wieku był to folwark należący do Klonówki. W okresie II Rzeczypospolitej miejscowość administracyjnie należała do województwa pomorskiego, a w latach 1945–1998 do województwa gdańskiego.